# Orquestra Estatal de Dresden

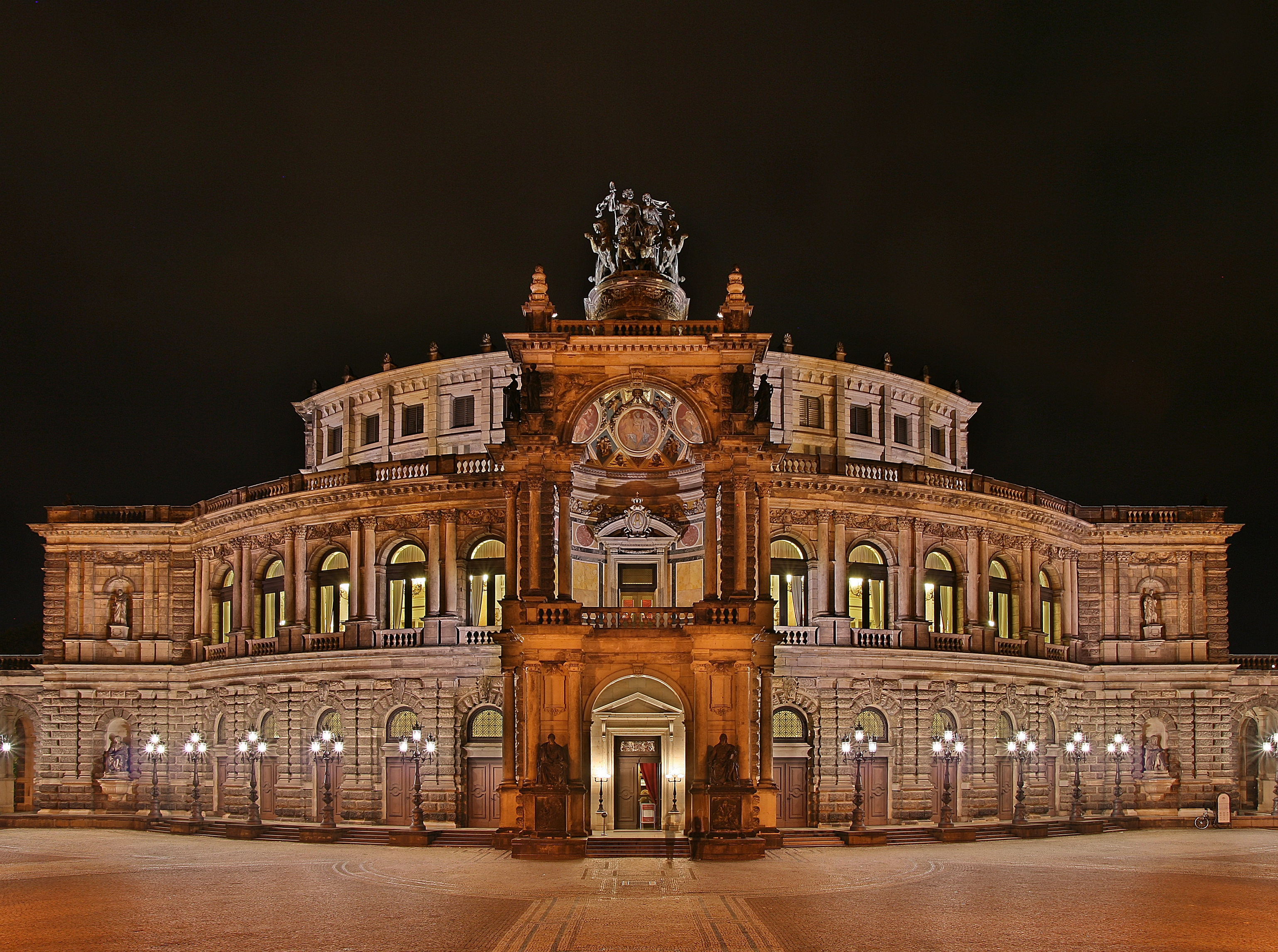
Residência da Orquestra Estatal de Dresden

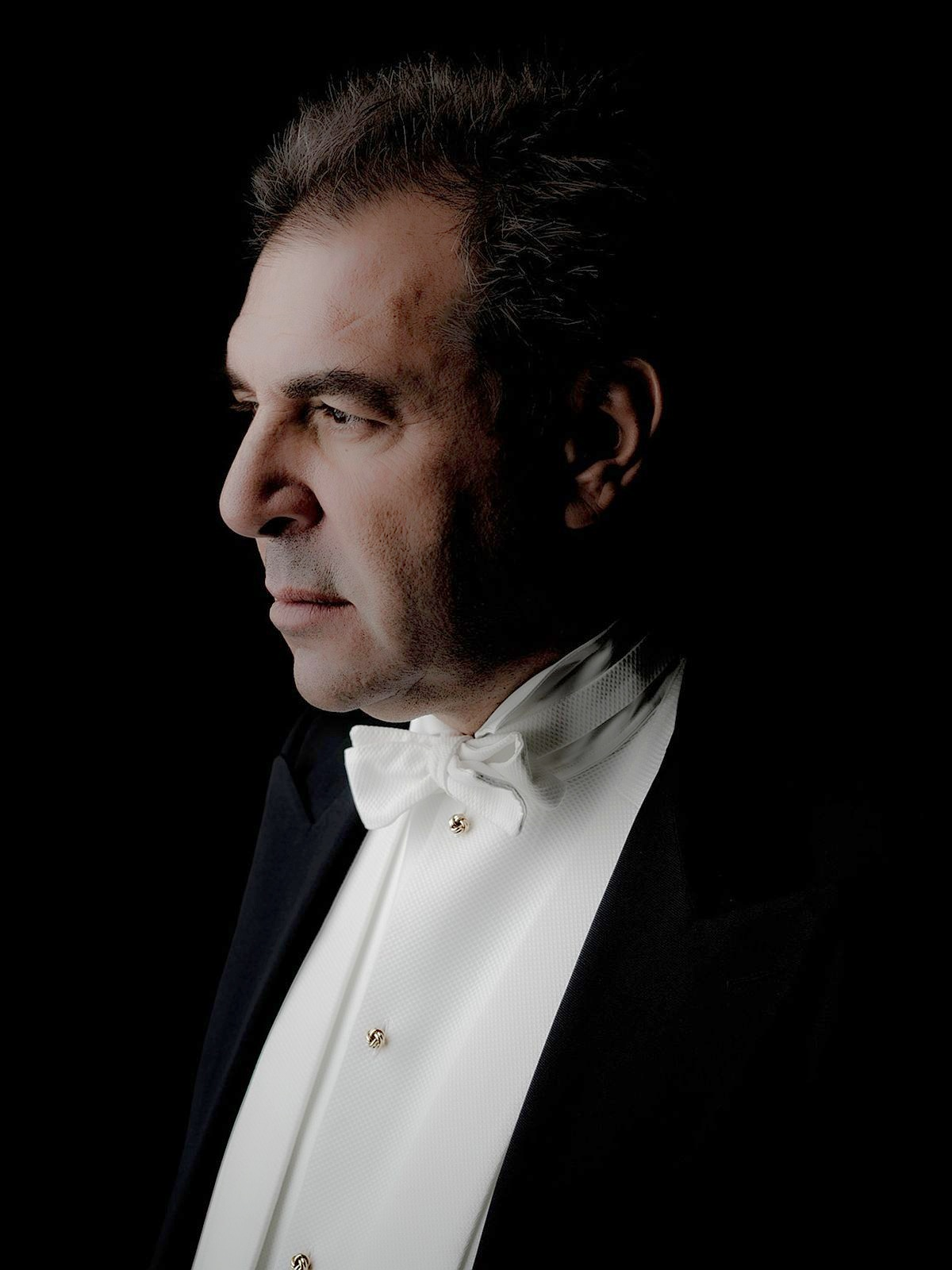
Daniele Gatti (2017)], Maestro principal desde 2024

A Orquestra Estatal de Dresden ou, na sua forma portuguesa, de Dresda (Sächsische Staatskapelle Dresden) também conhecida apenas como Staatskapelle Dresden, é uma orquestra alemã baseada na cidade de Dresden. Foi fundada em 1548 por Elector Moritz, ou Maurice) da Saxônia. É uma das mais antigas orquestras do mundo. A orquestra faz parte da Ópera Estatal de Dresden, tendo a Ópera Semper como residência.
A Staatskapelle Dresden já foi regida por maestros renomados. Durante os primeiros anos, o compositor e organista alemão Heinrich Schütz foi associado à orquestra. No século XIX, Carl Maria von Weber e Richard Wagner foram alguns dos seus regentes titulares. Já no século XX, Richard Strauss associou-se ao grupo como compositor e regente, tendo a orquestra realizado prèmieres de muitas de suas obras. Karl Böhm e Hans Vonk também ocuparam o posto de regente titular. Herbert Blomstedt foi o diretor musical de 1975 a 1985, tendo gravado com ela o ciclo das nove sinfonias de Beethoven.
O maestro italiano Giuseppe Sinopoli ocupou o posto de regente titular de 1992 até sua morte, em 2001. Em agosto de 2002, o holandês Bernard Haitink assumiu seu lugar e em 2004, disputou com Gerd Uecker, diretor da orquestra, a escolha de seu sucessor. Em Agosto de 2007, Fabio Luisi começou seu trabalho como maestro titular, tendo sido nomeado em Janeiro de 2004. Ele, juntamente com Böhm e Vonk, é o maestro titular da Orquestra e da Ópera de Dresden, simuntaneamente.
Luisi deixará a orquestra em 2012 e Christian Thielemann assumirá o cargo, como foi anunciado no Outubro de 2009.
A orquestra foi eleita como uma das cinco melhores orquestras da Europa.

## Regentes titulares/Diretores artísticos
| - 1548–1554 Johann Walter - 1555–1568 Mattheus Le Maistre - 1568–1580 Antonio Scandello - 1580–1584 Giovanni Battista Pinelli - 1587–1619 Rogier Michael - 1615–1672 Heinrich Schütz (Hofkapellmeister) - 1654–1680 Vincenzo Albrici - 1656–1680 Giovanni Andrea Bontempi - 1666–1688 Carlo Pallavicini - 1688–1700 Nicolaus Adam Strungk (Hofkapellmeister) - 1697–1728 Johann Christoph Schmidt (Hofkapellmeister) - 1717–1719 Antonio Lotti - 1717–1729 Johann David Heinichen - 1725–1733 Giovanni Alberto Ristori - 1733–1763 Johann Adolph Hasse (Hofkapellmeister) - 1776–1801 Johann Gottlieb Naumann (Hofkapellmeister) - 1802–1806 Ferdinando Paer (Hofkapellmeister) - 1810–1841 Francesco Morlacchi (Hofkapellmeister) - 1816–1826 Carl Maria von Weber (Hofkapellmeister) - 1826–1859 Carl Gottlieb Reißiger (Hofkapellmeister) - 1843–1848 Richard Wagner (Hofkapellmeister) | - 1850–1880 Carl August Krebs - 1874–1877 Julius Rietz - 1877–1884 Franz Wüllner - 1884–1914 Ernst von Schuch - 1914–1921 Fritz Reiner - 1922–1933 Fritz Busch - 1934–1943 Karl Böhm - 1943–1944 Karl Elmendorff - 1945–1950 Joseph Keilberth - 1949–1953 Rudolf Kempe - 1953–1955 Franz Konwitschny - 1956–1958 Lovro von Matačić - 1960–1964 Otmar Suitner - 1964–1967 Kurt Sanderling - 1966–1968 Martin Turnovský - 1975–1985 Herbert Blomstedt - 1985–1990 Hans Vonk - 1992–2001 Giuseppe Sinopoli - 2002–2004 Bernard Haitink - 2007–2010 Fabio Luisi |